# Гилея (группа)
«Гиле́я» ― русская литературно-художественная группа футуристов в 1910-х годах.

## История создания
Название предложено поэтом Бенедиктом Лившицем, позаимствовано из «Истории» Геродота, где Гилеей (Hylaea) он называет часть Скифии за устьем Днепра. Здесь в Таврической губернии находилось имение Чернянка, где прошло детство и юность братьев Бурлюков. В 2011 году усилиями энтузиастов найден дом в селе Чернянка, где происходило рождение группы, ранее считавшийся не сохранившимся.
Вожаком группы был Велимир Хлебников, организатором Давид Бурлюк. По их инициативе в 1910 году вышел первый сборник будетлян ― «Садок судей 1». В группу входили В. Маяковский, В. Каменский, А. Кручёных, Е. Гуро.

## Деятельность группы

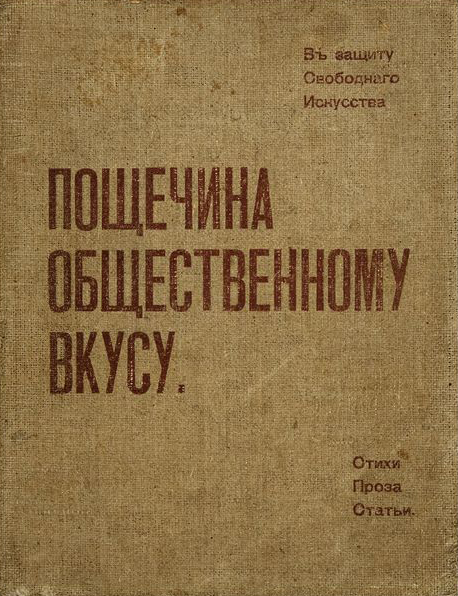
Сборник группы «Гилея»

Среди поэтических групп начала XX века «Гилея» была самой «левой» и наиболее громкой из всех футуристических групп. Имела своё издательство «ЕУЫ», «гилейцы» принимали участие в многочисленных тогда литературных диспутах, пропагандируя левое искусство. Группа выпустила альманахи: «Пощечина общественному вкусу», «Садок судей 2», «Требник троих», «Трое», «Дохлая луна», «Молоко кобылиц» (все в 1913 году), «Затычка», «Рыкающий Парнас», «Первый журнал русских футуристов» (все в 1914 году), «Весеннее контрагентство муз», «Взял» (оба в 1915 году).
Николай Гумилёв писал: «Мы присутствуем при новом вторжении варваров, сильных своею талантливостью и ужасных своею небрезгливостью. Только будущее покажет, „германцы“ ли это, или… гунны, от которых не останется и следа».
Творчество «Гилеи» было во многом близко художникам «Бубнового валета», «Ослиного хвоста», «Мишени». В марте 1913 года группа «Гилея» вошла в объединение художников «Союз молодёжи», но название «Гилея» использовалось футуристами. «Гилея» вместе с «Союзом молодёжи» организовали театр «Будетлянин», где поставили трагедию «Владимир Маяковский» с автором в главной роли (художники П. Филонов и И. Школьник) и оперу А. Кручёных «Победа над солнцем» (художник К. Малевич, музыка М. Матюшина).
Деятельности будетлян во многом помогал меценат Л. И. Жевержеев; после того, как он перестал давать деньги на издания и спектакли ― объединение распалось.
Название существующего с 1989 года издательства «Гилея» взято в честь литературной группы.